# Доня Перфекта
„Доня Перфекта“ (на испански: Doña Perfecta) е роман на испанския писател Бенито Перес Галдос, издаден през 1876 година.
Сюжетът е развит около млад мъж с либерални възгледи, който отива в провинцията, за да сключи уговорен брак със своя братовчедка. След като се запознават, двамата се влюбват един в друг, но местен духовник и лелята на младежа доня Перфекта се противопоставят на брака, заради нерелигиозността на младежа, което довежда до трагична развръзка.
„Доня Перфекта“ е издаден на български език през 1976 година в превод на Тодор Нейков.